# 城父镇
城父镇，是中华人民共和国安徽省亳州市谯城区下辖的一个乡镇级行政单位。

## 行政区划
城父镇下辖以下地区：
塔楼村、城父村、朱小庙村、百尺河村、蒋楼村、王元村、刘楼村、高卜村、众姓村、蒋老家村、陈小寨村、蒋槽村和小杨村。